# Luka myśli innowacyjnej
Luka myśli technologicznej – główne źródło zróżnicowania poziomu życia na świecie według Paula Romera będące rezultatem różnic produktywności  wynikających z luki technologicznej.
Pogląd ten stoi w sprzeczności z modelem neoklasycznym, w którym różnice w poziomie życia wynikają z różnic w poziomie kapitału rzeczowego i ludzkiego.